# Tambaba
Tambaba (portugisiska: Praia de Tambaba) är en strand i Brasilien.   Den ligger i delstaten Paraíba, i den östra delen av landet, 1 700 km nordost om huvudstaden Brasília.